# 健康路街道 (镇江市)
健康路街道，是中华人民共和国江苏省鎮江市京口区下辖的一个乡镇级行政单位。

## 行政区划
健康路街道下辖以下地区：
健康社区、山门口社区、尚友社区、寿丘街社区、梦溪社区、气象里社区、桃花坞社区、石马湾社区、东桃社区、大学山社区、田家门社区和花山南社区。